# Azucarera Leonesa
La Azucarera Leonesa es un antiguo complejo industrial situado en la localidad de Veguellina de Órbigo, en la provincia de León. La fábrica azucarera fue levantada a finales del siglo XIX, manteniéndose en servicio entre 1900 y 1998. 

## Historia
En 1898 se puso en marcha la sociedad anónima Azucarera Leonesa, la cual tenía en proyecto la construcción de una fábrica azucarera en Veguellina de Órbigo debido a su conexión con la línea férrea León-La Coruña.
La idea de montar una fábrica en Veguellina de Órbigo se basaba en aprovechar que las riberas del Órbigo y sus afluentes constituían un área donde los regadíos tenían una implantación tradicional y el cultivo de la remolacha encontraba uno de los mejores espacios agrarios para su desarrollo.
El cierre se produjo en 1998 tras un proceso de reestructuración iniciado por Ebro-Puleva con la excusa de hacer «más competitivo» el sector a nivel europeo. Con 219 trabajadores, entre fijos y fijos discontinuos, molturaba cerca de cuatro mil toneladas de remolacha al día, y acababa de ser remodelada con una inversión millonaria que hizo que la planta contara con las últimas tecnologías.
En la actualidad el solar, de 87.900 metros cuadrados, se encuentra sin demoler y en estado de abandono en pleno centro urbano de Veguellina de Órbigo. Además de la cesión de una nave al Ayuntamiento como almacén, debido a su estado de abandono ha sido utilizado como localización en un corto bélico y en prácticas de Búsqueda y Rescate Urbano por parte de la Unidad Militar de Emergencias (UME).